# الساو
الساو (به لاتین: Elsau) یک بخش در کشور سوئیس است که در بخش ونترتور واقع شده‌است.